# Mencal
La mancomunidad del Mencal es una agrupación voluntaria de municipios (mancomunidad) de la provincia de Granada, en Andalucía (España). Tiene como objetivo la administración de los residuos sólidos, la protección del medioambiente, la salubridad pública y gestión sanitaria, la Protección Civil, la prevención y extinción de incendios, el fomento de actividades industriales, comerciales y de aquellas que promuevan el desarrollo, la prestación de servicios sociales y de promoción y reinserción social y las actividades e instalaciones culturales y deportivas de los municipios mancomunados, todos ellos pertenecientes al partido judicial de Guadix.

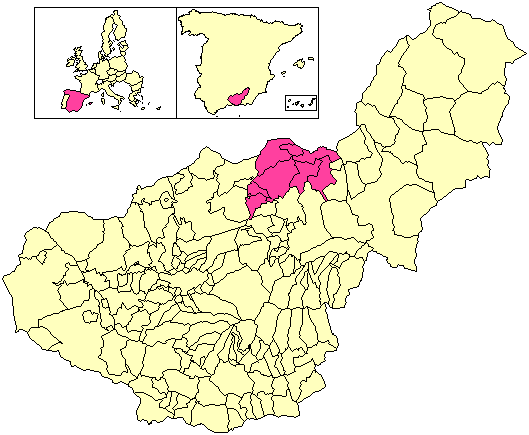
Situación de la Mancomunidad del Mencal en la provincia de Granada.

Esta entidad está formada por los siguientes municipios:
|                          | Municipio                |
| ------------------------ | ------------------------ |
| Alamedilla               | Alamedilla               |
| Alicún de Ortega         | Alicún de Ortega         |
| Dehesas de Guadix        | Dehesas de Guadix        |
| Gobernador               | Gobernador               |
| Gorafe                   | Gorafe                   |
| Morelábor                | Morelábor                |
| Pedro Martínez           | Pedro Martínez           |
| Villanueva de las Torres | Villanueva de las Torres |